# أكسيد النحاس الثنائي
 أكسيد النحاس الثنائي مركب كيميائي له الصيغة CuO، ويكون على شكل مسحوق أسود.

## الخواص
- لا ينحل مركب أكسيد النحاس الثنائي لا في الماء ولا في الإيثانول. ينحل في الأحماض مشكلاً أملاح النحاس الثنائي الموافقة.

## التحضير
- يحضر أكسد النحاس الثنائي بتسخين فلز النحاس حتى الاحمرار عند درجة حرارة تراوح 800°س، ثم بتمرير الهواء على الفلز المحمر (أكسدة هوائية) حسب المعادلة:

2Cu +  O2 → 2CuO
يمكن تحضيره أيضاً من ترسيب هيدروكسيد النحاس الثنائي من تفاعل كبريتات النحاس مع الصود الكاوي (هيدروكسيد الصوديوم)، ثم بتسخيه في المحلول الناتج حتى الغليان فيترسب أكسيد النحاس الثنائي الأسود.
CuSO4 + 2NaOH → Cu(OH)2 + Na2SO4
Cu(OH)2 → CuO + H2O
يحصل على أنقى شكل من أكسيد النحاس الثنائي بالتفكك الحراري لنترات النحاس.
يحضر أيضاً من عملية التحليل الكهربائي للماء بواسطة أقطاب من النحاس حيث عند عملية التحليل الكهربائي يتكون مسحوق غير ذواب من هيدروكسيد النحاس وعند ارتفاع درجة حرارة المحلول الالكتروليتي أكبر من 40 درجة مئوية تتفكك هيدروكسيد النحاس ليتكون برادة سوداء من اكسيد النحاس الثنائي حسب المعادلة التالية :
Cu(OH)2 + H2O → CuO + 2H2O

## الاستخدامات
- يستخدم في تلوين الزجاج مثل النظارات الشمسية، وفي تلوين البورسلان.
- يستعمل كحفاز في الاصطناع العضوي.
- كما يدخل في تحضير مركبات النحاس الأخرى.